# عملیات استانبول
عملیات استانبول (به هندی: Mission Istaanbul) فیلمی است محصول سال ۲۰۰۸ و به کارگردانی آپوروا لاکیا است. در این فیلم بازیگرانی همچون ویوک اوبروی، شریا سارن، زاید خان، سونیل شتی، آبیشک باچان ایفای نقش کرده‌اند.
خلاصه:خبرنگاری (زاید خان ) که برای یک شبکه در  ترکیه کار می کند با مشکلاتی مواجه می شود از جمله کشته شدن دوستش(سونیل شتی)  و پی به راز هایی میبرد که باعث می شود جانش به خطر بیوفتد بنابر این شخصی ناشناس(ویوک اوبرا) به کمکش آمده و ...•